# 張樹森 (1960年)
張樹森（1960年—），台灣的媒體工作者，前華視新聞記者及主播。曾任東森電視總經理、今日傳媒董事長。

## 資料來源
1. ↑  . 台北市: TVBS新聞.   [2024-12-06] （中文）.
2. ↑  . 台北市: 今周刊.   [2024-12-06] （中文）.
3. ↑  . 台北市: 鉅亨網.   [2024-12-06] （中文）.